# High School Musical: The Ice Tour
High School Musical: The Ice Tour est l'adaptation sur glace du téléfilm musical High School Musical de Walt Disney Television diffusé en 2006 sur Disney Channel.

Logo du show

La première du spectacle a eu lieu à New York le 29 septembre 2007.
Le spectacle est un mélange entre représentation des scènes du film et interprétation des chansons. D'une durée de 2 h 45 environ, le spectacle intègre également des scènes et des chansons de High School Musical 2 diffusé en août 2007 et un aperçu du film alors en production High School Musical 3 : Nos années lycée.

## Membres
Les acteurs du film ne jouent pas leur rôle dans cette adaptation. On peut y retrouver des patineurs professionnels, comme Jordan Brauninger ou Bradley Santer.
Néanmoins, Olesya Rulin qui joue le rôle de Kelsi Nielsen dans High School Musical est présente dans ce spectacle en tant que pianiste.

## Script du spectacle
Chansons interprétées durant le spectacle. 

### Acte I
1. Ouverture
2. Start Of Something New
3. Get'Cha Head in The Game
4. What I've Been Looking For
5. What I've Been Looking For (Reprise)
6. Cellular Fusion
7. Stick To The Status Quo
8. Counting On You
9. When There Was Me And You
10. Start Of Something New (Reprise)
11. Bop to the Top / Get'Cha Head in The Game B5
12. Breaking Free
13. Non Stop
14. We're All in This Together

### Acte II
1. What Time Is It?
2. Fabulous
3. Work This Out
4. You Are the Music in Me
5. You Are the Music in Me (Reprise, version de Spharpay)
6. I Don't Dance
7. Gotta Go My Own Way / Bet on It (Intro)
8. Bet on It
9. Everyday
10. You Are the Music in Me (Intro)
11. All For One
12. What Time Is It? (Instrumental)